# Mawa McQueen
Pour les articles homonymes, voir McQueen et Sidibé.
Mawa McQueen, née Sidibé le 27 juillet 1974 à Abidjan, est une femme d'affaires et chef cuisinière franco-américaine active aux États-Unis.
La cuisine de McQueen est définie par sa fusion des saveurs et des techniques culinaires africaines, françaises et américaines.

## Biographie

### Jeunesse et éducation
McQueen naît d'un mère chrétienne et d'un père musulman polygame, à Abidjan le 27 juillet 1974.
Elle intègre un lycée hôtelier, ce qui marque le début de sa carrière dans la restauration.
Muni d'un CAP hôtellerie, McQueen s'installe à Londres pour y apprendre l'anglais en étant jeune fille au pair.

### Carrière
À ses débuts, McQueen travaille en tant que femme de ménage.
Après plusieurs emplois dans des restaurants aux États-Unis, elle crée sa première entreprise en 2006; M&M Home Dining Services, un service de chef privé qui devient Mawa’s Kitchen.
Elle devient millionaire en vendant des crêpes fourrées au caviar à 180 $ l'unité, à Aspen, dans le Colorado.
En 2023, elle est propriétaire de quatre restaurants aux États-Unis, avec 120 employés.

## Publication
- Mawa McQueen, Une ambition sans limite – Cultiver un état d’esprit propice au succès, Édition MCQ, 3 mai 2024, 172 p. (ISBN 979-8324407681)

## Filmographie

### Émission de télévision
- 2023: Envoyé Spécial - De Trappes aux USA, les étoiles de Mawa[7]
- 2024: Good Morning America
- 2023-2024: Today
- 2024: C l'hebdo